# Махновка (приток Восточной Золотой Липы)
Махновка (укр. Махнівка) — река в Золочевском районе Львовской области и в Тернопольском районе Тернопольской области, Украина. Левый приток Восточной Золотой Липы (бассейн Днестра).
Длина реки 13 км, площадь бассейна 75,5 км². Русло слабо извилистое, в нижнем течении выпрямленное и обвалованное.
Исток расположен севернее села Махновцы. Река течёт сначала на юго-запад, в пределах посёлка городского типа Поморяны — на юг и юго-восток. Впадает в Восточную Золотую Липу западнее села Розгадов.
Главный приток (левый) — река Зварыч.
На реке расположены населённые пункты Махновцы, Богутин, Торгов, Поморяны, Розгадов.